# Pallars Sobirà

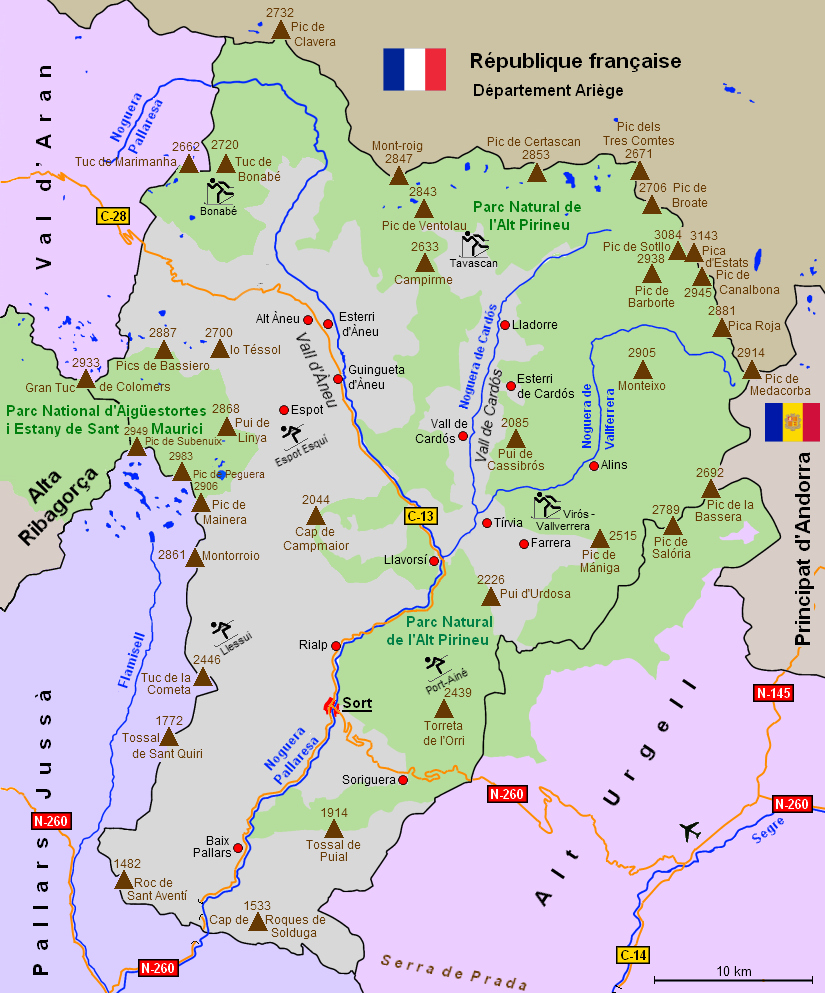
Karte von Pallars Sobirà

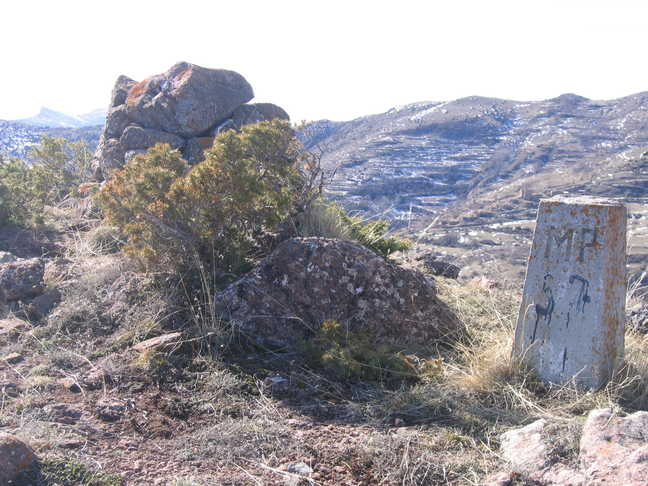
Alter und neuer Grenzstein zwischen Soriguera und Baix Pallars

Die Comarca Pallars Sobirà liegt in der Provinz Lleida der Autonomen Gemeinschaft von Katalonien (Spanien). Der Gemeindeverband hat eine Fläche von 1.359,14 km² und 7181 Einwohner (2022). Zusammen mit der Comarca Pallars Jussà bildet sie die historische Comarca Pallars.

## Lage
Der Gemeindeverband liegt im nördlichen Teil Kataloniens, nördlich der Provinzhauptstadt Lleida. Er grenzt im Norden an die Republik Frankreich (Département Ariège), im Nordosten an das Fürstentum Andorra, im Osten an den Alt Urgell, im Süden an Pallars Jussà, im Westen an Alta Ribagorça und Val d’Aran. Zusammen mit den Comarcas Alta Ribagorça, Alt Urgell, Cerdanya, Pallars Jussà und Vall d’Aran bildet der Gemeindeverband das Territorium Alt Pirineu i Aran.
Pallars Sobirà liegt in der Hochgebirgsregion der Pyrenäen. Das Gelände ist sehr bergig und schwer zugänglich. Die höchsten Erhebungen sind die Gipfel des Pic de Sotllo (3.084 m), Pic de Canalbona (2.945 m), Pic de Barborte (2.938 m) und die höchste Erhebung Kataloniens, der Pica d’Estats (3.143 m). Der Oberlauf des Flusses Noguera Pallaresa durchquert die Comarca in einer Nord-Süd-Achse. Die Flüsse Noguera de Cardós und Noguera Vallferrera entspringen im nordöstlichen Gebiet der Comarca und münden bei der Gemeinde Llavorsí in den Noguera Pallaresa. Die größte Teil der Bewohner des Gemeindeverbandes siedeln in den Tälern dieser drei Flüsse. In der Comarca befinden sich der Nationalpark Aigüestortes i Estany de Sant Maurici und der Naturschutzpark Alt Pirineu.

## Tourismus
Die Comarca besitzt ein reiches präromanisches und romanisches Erbe.
In Pallars Sobirà befinden sich sechs ausgewiesene Skigebiete.
- Bonabé (Ski Nordisch)
- Tavascan-Pleta del Prat (Ski Nordisch)
- Virós-Vallferrera (Ski Nordisch)
- Espot Esquí (Ski Alpin)
- Llessuí (Ski Alpin)
- Port Ainé (Ski Alpin)

## Wirtschaft
Die bedeutendste Erwerbsquelle ist der Tourismus. Aber auch die Forst-, Land- und Viehwirtschaft hat noch eine, wenn auch abnehmende, Bedeutung.

## Gemeinden
| Gemeinde               | Einwohner (2024) | Fläche km² | Dichte Einw./km² | Cod INE | Postleitzahl |
| ---------------------- | ---------------- | ---------- | ---------------- | ------- | ------------ |
| Alins                  | 275              | 185,03     | 1                | 25017   | 25574        |
| Alt Àneu               | 455              | 194,53     | 2                | 25024   | 25587        |
| Baix Pallars           | 340              | 128,80     | 3                | 25039   | 25590        |
| Espot                  | 379              | 97,37      | 4                | 25082   | 25597        |
| Esterri d’Àneu         | 921              | 8,55       | 108              | 25086   | 25580        |
| Esterri de Cardós      | 63               | 16,50      | 4                | 25087   | 25571        |
| Farrera                | 127              | 63,38      | 2                | 25089   | 25595        |
| La Guingueta d’Àneu    | 285              | 108,47     | 3                | 25903   | 25597        |
| Lladorre               | 254              | 148,25     | 2                | 25123   | 25576        |
| Llavorsí               | 336              | 69,03      | 5                | 25126   | 25595        |
| Rialp                  | 664              | 62,81      | 11               | 25183   | 25594        |
| Soriguera              | 444              | 106,10     | 4                | 25208   | 25566        |
| Sort                   | 2.213            | 105,13     | 21               | 25209   | 25560        |
| Tírvia                 | 144              | 8,76       | 16               | 25221   | 25595        |
| Vall de Cardós         | 375              | 56,43      | 7                | 25901   | 25570        |
| Comarca Pallars Sobirà | 7.275            | 1.359,14   | 5                | –       | –            |